# Vigneulles-lès-Hattonchâtel
Vigneulles-lès-Hattonchâtel é uma comuna francesa na região administrativa de Grande Leste, no departamento de Meuse. Estende-se por uma área de 62,59 km². Em 2010 a comuna tinha 1 656 habitantes (densidade: 26,5 hab./km²).